# Venablo
El venablo es un arma arrojadiza enastada, a modo de dardo o de pequeña lanza. 
El venablo consiste en una varilla de hierro redonda y delgada, que termina en un hierro en forma de hoja de laurel de un palmo o más de largo. Existían venablos destinados a la guerra y otros para la caza o montería. Estos últimos se distinguían por tener cerca del mango una cruz con un puño y un pomo a manera de las antiguas dagas.
Los venablos se lanzaban a fuerza de brazo sin auxilio de arco, aunque durante el Paleolítico, y posiblemente después, fueron usados mediante propulsores. Estos eran piezas de madera, hueso o asta de unos 30 cm que permitían alargar el brazo palanca y así aumentar la distancia de alcance del venablo.

## Expresiones relacionadas
- Echar venablos por la boca. Prorrumpir en expresiones de ira y enojo.